# Charadrius ruficapillus
El chorlitejo capelirrojo (Charadrius ruficapillus) es una especie de ave caradriforme de la familia Charadriidae nativo de Australia.
La especie está estrechamente relacionada con (y, en ocasiones, considerado congénere con) el chorlitejo patinegro (C. alexandrinus), chorlitejo javanés (C. javanicus) y el chorlitejo frentiblanco (C. marginatus).

## Descripción

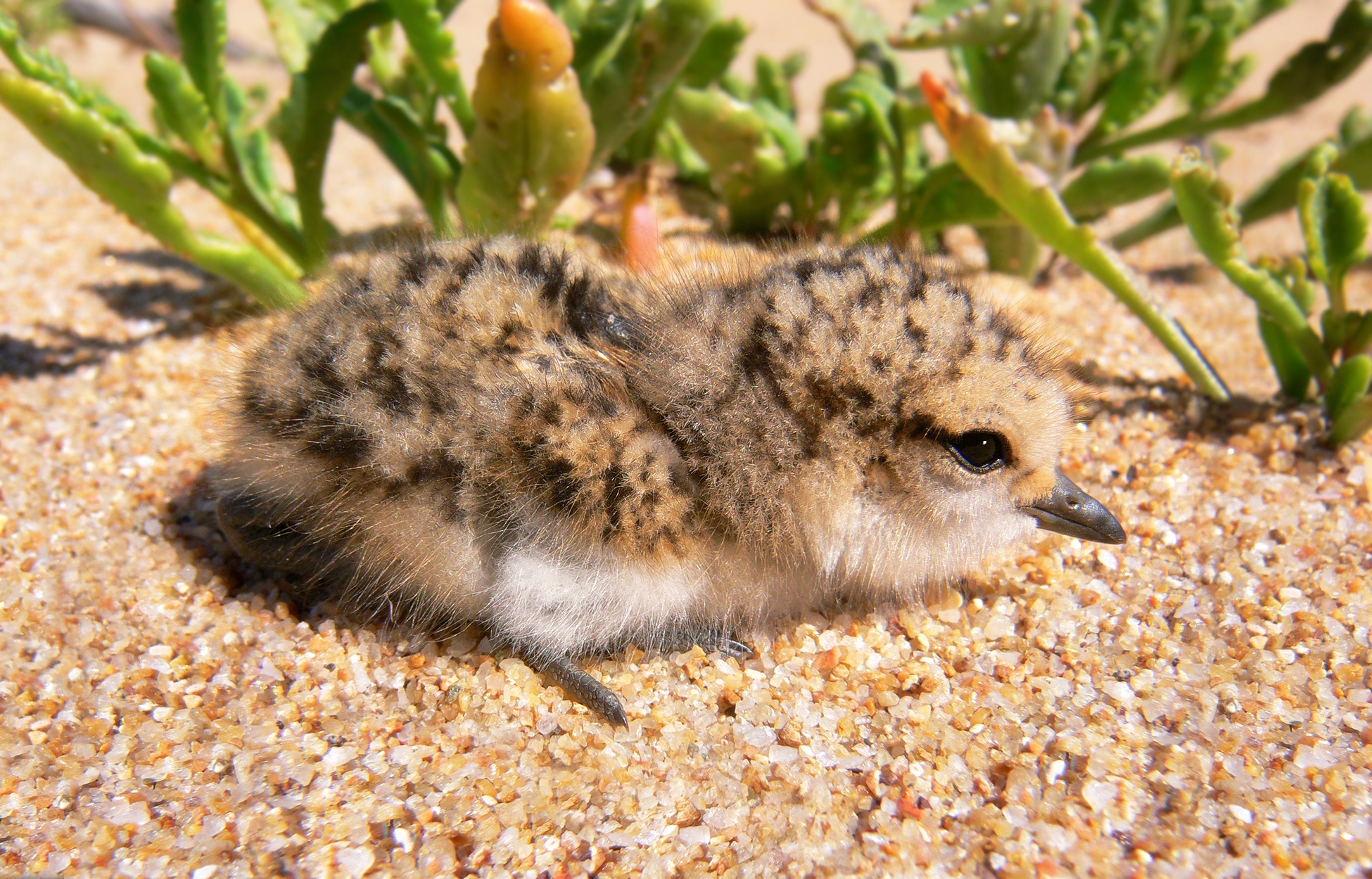
Un pichón de chorlitejo capelirrojo (Charadrius ruficapillus) adoptando una posición de camuflaje para evitar ser detectado por predadores como gaviotas y cuervos.

La especie tiene las partes inferiores y la frente blanquecinas. Sus partes superiores son principalmente grises-marrones. Los machos adultos tienen el píleo y la parte posterior del cuello rojizos. Las hembras adultas tienen el píleo y la parte posterior del cuello gris-marrón a rojizo pálido, con la raya loreal pálida. El ala superior muestra remeras de color marrón oscuro y coberteras primarias con una franja blanca en el ala durante el vuelo. Su longitud es de 14 a 16 cm y su envergadura es de 27 a 34 cm; pesa 35 a 40 g. Los polluelos tienen un píleo de color marrón rojizo y la nuca tiene franjas negras. El plumaje de los jóvenes que no han apareado es más opaco y carece de las franjas negras.

## Distribución y hábitat
El chorlitejo capelirrojo es muy extendido en Australia; es un vagabundo en Nueva Zelanda, aunque fue criado allí durante algún tiempo en pequeños números de 1950 a 1980. La especie se encuentra distribuida en hábitats costeros y continentales, incluidos los estuarios, bahías, playas, bancos de arena, marismas y humedales salinos continentales. También se encuentra en las zonas de humedales interiores con suelo raso.

### Alimentación
Principalmente pequeños invertebrados, especialmente moluscos, crustáceos y gusanos.

### Reproducción
El chorlitejo capelirrojo es un criador de temporada en las costas de Australia, pero se reproduce como respuesta a las lluvias impredecibles del interior. Construye su nido en tierra en los alrededores de los humedales; en una pequeña depresión con o sin revestimiento mínimo. La hembra pone dos huevos pálidos de color marrón amarillento, irregularmente manchados de negro. El período de incubación dura 30 días, principalmente por la hembra. Los polluelos son precoces y nidífugos.

## Estado de conservación
Con una gran distribución y sin evidencia de deterioro significativo de la población, el estado de conservación de esta especie es de «preocupación menor».